# Dianthus transvaalensis
Dianthus transvaalensis là loài thực vật có hoa thuộc họ Cẩm chướng. Loài này được Burtt Davy mô tả khoa học đầu tiên năm 1922.